# Flyulykker i Danmark
Flyulykker i Danmark omfatter uheld, der indtræffer i forbindelse med militær eller civil flyvning i dansk luftrum eller under flys bevægelse på jorden.
De fleste flyulykker indtræffer ved flyvning med mindre fly, herunder privatfly. I årene efter afslutningen af 2. verdenskrig genopbyggede Danmark sin militære luftstyrke og der blev i årene fra 1948 og frem uddannet et stort antal militærpiloter uden væsentlig forudgående erfaring, ligesom der ej heller var nævneværdig erfaring med vedligeholdelse af de mange nye militærfly. Der skete særlig i 1950'erne et meget stort antal havarier med militærfly, hvorved et stort antal piloter omkom.
Den værste flyulykke i dansk luftrum indtraf i 1989, da et norsk fly fra Oslo mod Tyskland grundet en mekanisk fejl styrtede ned i Skagerrak, hvorved alle 55 ombordværende omkom.
Civile flyulykker efterforskes i Danmark af Havarikommissionen for Civil Luftfart og Jernbane.

## Værste flyulykker med personskade

### Partnair Flight 394
Den værste flyulykke i dansk luftrum indtraf den 8. september 1989, da et norsk charterfly af typen Convair 580 under flyvning som Partnair Flight 394 styrtede ned i Skagerrak, 18 kilometer nord fra Hirtshals. Flyet var på vej fra Fornebu-lufthavnen i Oslo til Flughafen Hamburg i Vesttyskland. Alle 50 ombordværende passagerer og fem besætningsmedlemmer omkom. Passagerene var ansat af rederiet Wilhelmsen Lines, der var på vej til Hamburg for at deltage i dåben af et nyt skib.
Flyhavarikommissionens rapport fastslog, at uoriginale dele i det 36 år gamle fly og dårligt vedligehold var årsag til styrtet.

### Malév-ulykken
Den næstværste flyulykke i dansk luftrum indtraf den 28. august 1971, da et et Iljusjin Il-18 fly fra det ungarske luftfartsselskab Malév på vej fra Fornebu-lufthavnen i Oslo til København styrtede ned i havet ud for Københavns Lufthavn.
Malév Airlines Flight 731 var 800 meter oppe og 12 kilometer fra kysten, da det fløj ind i en regnbyge. Flyet ville komme ud af regnbygen ca. 8 kilometer fra kysten. Fra skyen til kysten var der to minutters flyvning. Flyet sænkede landingshjulene, og passagererne fik besked på at spænde deres sikkerhedsbælter, men flyet kom ikke ud af regnskyen. Piloten troede, at flyet lå meget højere, end det egentlig gjorde. Det skyldes, at 2. piloten i Fornebu-lufthavnen havde fået oplyst barometerstanden i Kastrup, men havde indstillet instrumenterne forkert. Piloten styrede direkte mod havoverfladen. Passagererne mærkede et styrtdyk, men slog det hen, de regnede med, at det var almindelig procedure.
Piloten nåede at udsende et Mayday, inden flyet ramte havoverfladen ca. 600 meter nordøst for Saltholms nordspids. Flyet slog smut på havoverfladen og blev delt i to. Cockpittet landede et stykke fra det øvrige fly, og højre vinge blev revet af, og flyet sank på ca. 3 meters vand. Flyvebådene, som sejlede mellem København og Malmø, samlede tre overlevende op af Øresund. 31 af de ombordværende omkom i katastrofen, kun tre passagerer overlevede.

### Ulykken ved H.C. Ørstedsværket
Den tredjeværste dødsulykke i dansk luftrum indtraf den 15. august 1957, da et sovjetisk fly af typen Iljusjin 14P med kendingsnavnet CCCP-L1874 på vej fra Moskva via Riga til Kastrup under indflyvningen ramte en skorsten på H.C. Ørstedsværket. Alle 23 passagerer og 5 besætningsmedlemmer omkom.

## Kronologi
Nedenstående liste er ikke komplet. Listen omfatter flyulykker I Danmark med væsentlig personskade og/eller totalhavari af flyet.

### 1910'erne
- 2. oktober 1913: Flådens flyver Ørnen fremstillet af Societé Henri & Maurice Farman i Frankrig styrtede kort efter start ned fra 15 meters højde under en øvelsesflyvning på Kløvermarken på Amager. Flyveren Ulrik Birch omkom, men premierløjtnant Thiele (der skulle have haft sin første flyvning) slap uskadt. Flyet totalhavarerede, men motoren blev solgt til Hæren, der benyttede den i flyet D.K.I. og M.F.2 tilhørende Hærens Flyvertropper.[6] Det var den første flyulykke med dødelig udgang i Danmark.[7]
- 3. juni 1915: Et Blériot monoplan tilhørende Hærens Flyveskole styrtede ned ved Kløvermarken og totalhavarerede. Piloten overlevede. Flyets motor blev genanvendt. i D.K.II flyet.[8][6]
- 27. juli 1915: Søflyet F.B. II Maagen 3 (OV 1) tilhørende Marinens Flyvevæsen styrtede ned fra 200 meters højde over Øresund, da der opstod brud på flyets vinge. Piloten og en passager omkom. Flyet blev senere genopbygget på Orlogsværftet til O.V. 5.[6]
- 22. maj 1916: Under landing på Øresund rettede piloten for sent sin F.B. I Maagen 2 (OV 4) op, og flyet fløj i vandet, hvor det vendte om på ryggen. Piloten blev reddet.[6]
- 9. september 1916: D.K.1. tilhørende Hærens Flyverskole havarerede ved Kløvermarken, da det stallede under landing. Piloten og en præst, der var passager, blev reddet. Episoden er senere kaldet "Præsteflyvningen".[6]
- 3. august 1916: En militærballon blev revet løs under en storm, og de to ombordværende drev med ballonen ud over Øresund, hvor ballonen forsvandt mellem Saltholm og Sverige. Begge ombordværende omkom.[6]
- 3. december 1916: Søflyet F.B. III Maagen 6 (OV 7) mislykkede en landing, hvor højre undervinge ramte vandet, hvorved flyet gik under vandet. De to ombordværende blev reddet ud. Flyet blev fundet og taget på slæb af en tysk trawler, men sank under bugseringen.[6]
- 25. november 1916: Motoren i F.B. III Maagen 4 (OV 3) brød sammen, og søflyet måtte nødlande i Kattegat ud for Liseleje. På grund af hårdt vejr kunne en nærliggende fiskerbåd ikke bugsere flyet, der blev efterladt på havet. Begge ombordværende overlevede.[6]
- 4. december 1916: Under landing med F.B. II Maagen 3 (OV 2) knækkede en bolt til sideroret, hvorved piloten ikke kunne kontrollere flyet, der herefter ramte vandet med stor hastighed og vendte om på ryggen. Flyet totalhavarerede, men piloten blev reddet.[6]
- 23. maj 1917: Som følge af for lav hastighed stallede F.B. II Maagen 1 (OV 14) og styrtede i vandet 750 meter sydøst for Prøvestensfortet. Begge ombordværende overlevede. Vraget blev bjærget.[6]
- 7. juni 1917: En D.K.II blev svært beskadiget under øvelser på Kløvermarken. Piloten overlevede. Flyet blev efterfølgende benyttet som træningsfly på jorden.[6]
- 19. juni 1917: Et skolefly, Morane Saulnier (MS1) monoplan, tilhørende Hærens Flyveskole styrtede ned ved Kalundborg under flyvning til Viborg. Piloten overlevede.[6]
- 22. juni 1917: H.F.1 (et Henri Farman-biplan) tilhørende Hærens Flyverskole havarerede ved Ermelunden nord for København under et uvejr. Flyet landede på ryggen. Piloten overlevede. Samme dag blev Flyverskolens andet Farman-biplan, H.F.2., ødelagt i Kløvermarken, da det under parkering blev beskadiget under uvejret. Flyet blev væltet om på ryggen. Piloten slap uskadt. De to fly blev muligvis genopbygget eller benyttet som reservedele.[6]
- 1. oktober 1917: Et skolefly, Morane Saulnier (MS2) monoplan, tilhørende Hærens Flyveskole fik motorstop i 125 meters højde og styrtede til jorden. Piloten omkom.[6]

- 16. oktober 1917: Et søfly, Friedrichshafen F.F.29 (Maagen 17 (OV 12) fra Friedrichshafen Flugzeugbau tilhørende Marinens Flyvevæsen måtte nødlande i Storebælt. De ombordværende slap uskadt. Under den efterfølgende bugsering blev flyet ødelagt.[6]
- 17. december 1917: Hærens Flyveskoles Nielsen & Winter NW2 totalhavarerede på Kløvermarken, hvor det fik motorstop efter start og styrtede ca. 25 meter ned, hvorefter det brød i brand, da det ramte jorden. Piloten overlevede.[6]
- 6. april 1918: F.B. III Maagen 16 (OV 11) tilhørende Marinens Flyvevæsen styrtede ned i Kattegat 4 km øst for Hornbæk grundet et stall under en drejning. De to ombordværende omkom.[6]
- 27. maj 1918: Et af Hærens Flyverskoles skolefly, S.W.17, fremstillet af Södertälje Mek. Werkstad, fik motorstop efter start i 30 meters højde. Piloten forsøgte at vende tilbage, men flyet stallede og styrtede i jorden. Piloten omkom.[6]
- 3. juni 1918: F.B. III Maagen 18 (OV 13) tilhørende Marinens Flyvevæsen styrtede ned i Kattegat 4 km øst for Hornbæk grundet et stall under en drejning. De to ombordværende omkom.[6]
- 10. juni 1918: F.B. II Maagen 3 (OV 5) tilhørende Marinens Flyvevæsen fik motorhavari i 100 meters højde. Piloten forsøgte at nødlande på Øresund, men fløj næsten lodret i havet. Piloten omkom.[6]
- 17. oktober 1918: Hærens Flyveskoles Nielsen & Winter NW6 lettede fra Lundtofte Flyveplads. Under stigningen brød flyets vinger sammen og flyet styrtede ned fra 1300 meters højde ved Ravnholm Papirfabrik ved Ørholm. Piloten omkom. Ca. 5 minutter efter nedstyrtningen eksploderede flyet, da en tilskuer kom til at antænde vraget.[6]
- 14. november 1918: F.B. III Maagen 14 (OV 18) fløj i havet under en mislykket landing. De to ombordværende overlevede, men flyet totalhavarerede.[6]
- 15. december 1918: F.B. III Maagen 15 (OV 9) totalhavarerede ud for Kastrup efter et motorhavari under mineafsøgning i 200 meters højde over Øresund. Propel og motordele rev sig løs og beskadigede flyet. Det lykkedes at nødlande flyet, og de ombordværende overlevede.[6]
- 7. januar 1919: H.F.3 (et Henri Farman-biplan) tilhørende Hærens Flyverskole styrtede ned ved Kløvermarken og totalhavarerede. Piloten, der havde sin første flyvning med flyet, overlevede.[6]
- 19. februar 1919: F.B. III Maagen 4 (OV ?) totalhavarerede ud for Kastrup, hvor det styrtede ned fra lav højde under landing. Piloten overlevede, men flyet totalhavarerede.[6]
- 19. marts 1919: Hærens Flyveskoles Nielsen & Winter NW3 totalhavarerede på Kløvermarken som følge af svigtende benzintilførsel til flyets motor. Piloten omkom.[6]
- 14. april 1919: Et søfly, H.B.I (OV 24) fremstillet på Orlogsværftet tilhørende Marinens Flyvevæsen, fik propelhavari og måtte nødlande i Læsø rende. Flyets venstre ponton blev ødelagt og flyet totalhavarerede.[6]
- 7. juli 1919: Farman M.F.2. totalhavarerede ved et styrt.[6]
- 8. oktober 1919: Hærens Flyverskoles MS1 fra Morane-Saulnier styrtede ned i Øresund ud for Kløvermarken, da flyet stallede og derefter gik i spin. Piloten, Erik Sætter-Lassen, overlevede.[6] Han overlevede nogle år senere endnu et flystyrt den 26. juni 1922.[6]

### 1920'erne
- 20. maj 1920: Flådens søfly F.B. V, 8 (OV 29) totalhavarerede under forsøg på landing i Kongedybet i Øresund, da piloten fejlbedømte afstanden til vandet. Flyet endte på ryggen. Den ene af de to ombordværende blev kastet ud af flyet og omkom, den anden blev reddet.[6]
- 15. juni 1920: Et biplan tilhørende Hærens Flyveskole, Farman M.F.1 ramte under lav flyvning vandet og styrtede ned ved Kalvebod Strand og totalhavarerede. Piloten blev reddet.[6]
- 18. august 1921: Et skolefly, Rumpler B.I, fremstillet af Rumpler Flugzeugwerke i Tyskland under 1. verdenskrig og indkøbt af Hærens Flyveskole[9] totalhavarerede under en hård landing. Piloten overlevede.
- 11. april 1922: Et skolefly fremstillet på Caston og Rene Caudrons fabrik i Frankrig, Cd 1, tilhørende Hærens Flyveskole havarerede under landing, hvor flyet gik på ryggen. Reparation blev opgivet. Piloten overlevede.[6]
- 11. april 1922: Et skolefly fremstillet på A.V. Roe & Co.'s fabrik i Storbritannien, Avro 504K (L.B.I), Avro 1, tilhørende Hærens Flyveskole havarerede under landing på Kløvermarken. Reparation af vraget blev opgivet. Piloten overlevede.[6]
- 26. juni 1922: En Avro 504K (L.B.I), Avro 2 tilhørende Hærens Flyveskole fik motorstop i lav højde. Piloten forsøgte at nå tilbage til flyvepladsen ved Kløvermarken, men ramte nogle telefonledninger ved Krudttårnsvej på vej til landing, hvorefter flyet styrtede.[6] Piloten, løjtnant Erik Sætter-Lassen, overlevede. Sætter-Lassen havde også den 8. oktober 1919 overlevet et flystyrt.[6]

- 21. juli 1922: Et W.29 søfly fra Hansa-Brandenburg (H.M. I, 26 (OV.34)) gik i spin efter en manøvre ved lav hastighed og ramte vandet i Lunkebugten ved Thurø. Flyet totalhavarerede. Piloten omkom, men en ombordværende flymekaniker reddede sig ud.[6]
- ukendt dato, 1922: Et søfly af typen H.B.I fremstillet på Orlogsværftet måtte nødlande på Eremitagesletten nord for København, da wirerne til sideroret satte sig fast. Flyet totalhavarerede. De to ombordværende overlevede.[6]
- 1. august 1922: En H.B.I fremstillet på Orlogsværftet (15, OV. 25) totalhavarerede nord for Middelgrundsfortet, da wirerne til kontrolfladerne satte sig fast. De to ombordværende overlevede.[6]
- 3. august 1922: Et søfly, Hansa-Brandenburg W.29 (H.M. I, 21 (OV.30)) havarerede i Langelandsbæltet i forbindelse med landing. Ved en pilotfejl gik flyet i spin i lav højde. Begge ombordværende overlevede. Dele af flyet blev genbrugt.[6]
- 31. maj 1923: En H.B.I (14, OV. 22) totalhavarerede, da flyet under en natlig landing ud for flyvebådsstationen (FBST) ramte en genstand i vandet. De ombordværende overlevede.[6]
- 13. august 1923: En Avro 504K (103, L.B.I.) fik motorstop og totalhavarerede under nødlanding i en mark vest for Kastrup. Piloten overlevede.[6]
- 28. august 1923: En Avro 504K (101, L.B.I.) gik i spin efter en pilotfejl, og flyet styrtede i havet. Piloten overlevede.[6]
- 5. december 1923: Et søfly, Friederichshafen F.F. 49 (H.B.II, 34) stallede under nødlanding ved Korsør Nor og havarerede. De to ombordværende overlevede.[6]

- 28. marts 1924: En Potez XV bygget af Avion Henri Potez tilhørende Hærens Flyveskole gik i spin i 1500 meters højde og styrtede ned ved eksercerpladsen sydøst for Holbæk. En af de to ombordværende omkom.[6]
- 3. maj 1924: En Hansa-Brandenburg W.29 (H.M.I, 22 (OV.31)) fik motorstop og måtte nødlande i Køge Bugt i hård sø. Begge ombordværende overlevede. Flyet totalhavarerede, men blev genopbygget som OV37.[6]
- 17. juni 1924: En Hansa-Brandenburg W.29 (H.M.I, 23 (OV.32)) totalhavarerede i forbindelse med start, da en wire til flyets kontrolflader satte sig fast. Flyet styrtede i Øresund. Begge ombordværende overlevede. Flyet blev genopbygget til OV 37.[6]
- 28. juni 1924: En Hansa-Brandenburg W.29 (H.M.I 23) totalhavarerede under start i høj sø i Østersøen. Begge ombordværende overlevede.[6]
- 21. september 1924: Under en krafttig storm blev to søfly, Friederichshafen F.F. 49 (H.B.II nr. 31 og 36), der var ankret op i Ebeltoft Vig løftet 10 meter op i luften og knust, da de igen ramte vandet. Ingen ombord, da totalhavarierne skete.[6]
- 22. september 1924: En Friederichshafen F.F. 49 (H.B.II nr. 33) styrtede ned under start om natten, da flyet fløj ind en kraftig regnbyge. De ombordværende overlevede.[6]

- 5. maj 1925: Under øvelse i nødlanding gik en Avro 504K i spin grundet for lav hastighed, og flyet styrtede ned. Begge ombordværende overlevede.[6]
- 26. september 1925: En Potez XV (Potez 2) styrtede ned ved Fyrtinggård. Piloten overlevede.[6]
- 8. oktober 1925: En Hansa-Brandenburg W.29 (H.M.I 24, OV 39) gik i spin lige efter start grundet pilotfejl og styrtede ned i Skarridsø. En af de to ombordværende omkom.[6]
- 16. april 1926: En Potez XV (Potez 4) gik i spin efter et muligt motorstop ved Lundtofte Flyveplads, og flyet styrtede ned. Begge ombordværende omkom.[6]
- 9. august 1926: Der udbrød brand i en Avro 504N (107 L.B.I) i 800 meters højde over Øresund. Piloten fik bragt flyet ned i lavere højde, hvorefter han i 25 meters højde sprang ud af flyet uden faldskærm. Flyet styrtede i havet. Piloten overlevede.[6]
- 8. september 1926: Der udbrød brand i en Friederichshafen F.F. 49 (H.B.II nr. 37) ved København. Det blev forsøgt at nødlande flyet, men det totalhavarerede. De ombordværende overlevede.[6]
- 26. november 1926: En Hansa-Brandenburg W.29 (H.M.I, 22 (OV.37)) fik motorstop kort efter start og måtte nødlande i hård sø i Østersøen ved Stevns Fyr. Begge ombordværende overlevede. Flyet var blevet opbygget af OV 37, der tidligere var havareret den 3. maj 1924.[6]
- 13. juni 1927: En Potez XV (Potez 8) fra Hærens Flyveskole stallede i 10 meters højde under landing i Kløvermarken og ramte jorden med næsen og brød herefter i brand. De to ombordværende overlevede.[6]
- 30. juni 1927: En af Hærens Flyvertroppers nyindkøbte Fokker C.V (R-1 (I R)) rekognosceringsfly foretog en testflyvning til hastighedsprøve efter problemer med vibrationer. Ved 400 km/t brød vingerne sammen og flyet styrtede ned ved Kalvebod Strand. Flyets pilot sprang ud fra flyet med faldskærm og overlevede. Det var første gang i Danmark en militærflyver blev reddet af en faldskærm.[6]
- 7. juli 1927: Et Hansa-Brandenburg W.29 (H.M.I 28, OV 41) søfly ramte vandet under en natøvelse med høj hastighed og totalhavarerede. Piloten kom ud af flyet, da det vendte om på ryggen. Det andet besætningsmedlem blev fanget i flyet, da det lå under vand, men havde en luftlomme og kom efter ca. 10 minutter ud af flyet.[6]
- 6. august 1927: Et Hansa-Brandenburg W.29 (H.M.I 26, OV 36) søfly kolliderede under landing med en motorbåd fra marinen. Flyet landede på ryggen. Piloten overlevede.[6]
- 29. august 1927: Et Hansa-Brandenburg W.29 (H.M.I 21, OV 35) søfly styrtede af ukendte årsager ned fra 1.500 meters højde under øvelse over Øresund. Årsagen var muligvis, at styringen af flyet var påvirket af en fejlplacering af en sandsæk. Piloten omkom.[6]

- 4. september 1927: En Fokker D.VII tilhørende Hærens Flyveskole styrtede ned under en kunstflyvningsopvisning i Kastrup. Piloten brækkende skinnebenet, med døde den 1. april 1927 af en blodprop som følge af ulykken.[6]
- 10. september 1927: Et Hansa-Brandenburg W.29 (H.M.I 30, OV 52) søfly havde sin første operationelle flyvning. Grundet fejlmonterede styrewirere efter flyet havde været udstillet i Forum i København krængede flyet til venstre, hvorefter vingen ramte vandet og endte på ryggen. Piloten overlevede.[6]
- 6. oktober 1927: En Hawker Dankok (151, L.B.II) tilhørende Marinens Flyvevæsen, 2. Luftflotille styrtede ned under start, da der udbrød brand i flyet som følge af en utæt benzintank. Flyet udbrændte, men piloten overlevede.[6]
- 12. januar 1928: En Fokker C.I (O-55) tilhørende Hærens Flyveskole totalhavarerede på isen ved Christianshavns Voldgrav. De to ombordværende omkom.[6]
- 13. juni 1928: Et Hansa-Brandenburg W.29 (H.M.I 27, OV 40) søfly fløj ind i en tordensky over Kalkbrænderihavnen i København, hvor flyet blev revet rundt, og alle tre ombordværende faldt ud af maskinen, og omkom, da de ramte jorden. Flyet fortsatte og styrtede ned i Brumleby på Østerbro.[6]
- 20. juni 1928: En landing på Avnø med en Avro 504N, (L.B.I, 111) skete med for høj hastighed og flyet gik i jorden og vendte rundt og totalhavarerede . De to ombordværende blev hårdt kvæstet.[6]
- 28. juni 1928: En Hawker Dankok (161, L.B.II) styrtede ned, da styringen af flyet brød sammen grundet en bristet lodning. Piloten sprang ud med faldskærm og overlevede. Flyet styrtede ned nær flyvepladsen i Kastrup.[6]
- 16. maj 1929: En Avro 504N, (L.B.I, 108) styrtede ned ved flyvepladsen i Ringsted, da det gik i spin på vej til landing. Piloten overlevede.[6]
- 30. maj 1929: En Avro 504N, (L.B.I, 109) styrtede ned ved flyvepladsen i Ringsted, da det stallede på vej til landing. Piloten overlevede.[6]
- 19. august 1929: En Hansa-Brandenburg W.29 (H.M.I, 25 (OV.33)) udførte en hård landing på Øresund ud for Mellemfortet, hvor flyet "slog smut", hvorefter det landede på ryggen. Piloten overlevede.[6]

- 18. oktober 1929: En Heinkel H.E.8 (H.M.II, 92) fløj i vandet fra 30 meters højde ved Falsterbo Fyr grundet pilotens uopmærksomhed, da han nedskrev en passagemelding. De tre ombordværende overlevede.[6]

### 1930'erne
- 28. januar 1930: To Hawker Dankok (163 og 165 (L.B.II)) fra 2. Luftflotille under Marinens Flyvevæsen kolliderede under formationsflyvning 2 km øst for Gedser og begge fly styrtede ned. Piloten i fly 163 omkom. Piloten i 165 forsøgte at springe ud med faldskærm, men det mislykkedes, og han omkom også.[6]
- 3. marts 1930: En De Havilland DH60 Moth tilhørende Hærens Flyveskole havarerede ved Stevns. De to ombordværende overlevede.[6]
- 13. marts 1930: En Fokker C.V (R-3 (I R)) fløj ind i dårligt ved med sne over Storebælt og fløj i vandet med stor fart. De to ombordværende omkom.[6]
- 23. april 1930: En Heinkel H.E.8 (H.M.II, 96) Styrtede i Østersøen efter motorstop kort efter start i Warnemünde på vej til København. Under nødlanding i mørke på havet ramte flyet havet med høj fart. Den omkomne pilot blev fundet i havet næste dag. Et andet besætningsmedlem (mekanikeren) og vraget blev aldrig fundet, men vragdele blev lokaliseret i området.[6]
- 20. juni 1931: Et De Havilland DH60 Moth (148, L.B.III) skolefly totalhavarerede grundet pilotfejl under indflyvning til landing. Piloten overlevede med mindre kvæstelser.[6]
- 23. juli 1931: En O-Maskinen I O (O-70) skolefly på Tønder Eksercerplads efter flyet stallede under en træningsøvelse. Flyets styrtede ned og brød i brand. De to ombordværende omkom.[6]
- 18. februar 1932: En Hawker Dankok (153 (L.B.II)) havarerede ved Bøgede nær Ringsted under landing i tåge. Piloten overlevede.[6]
- 25. juni 1932: En Hawker Dankok (157 (L.B.II)) havarerede ved flyvepladsen i Ringsted under uklare omstændigheder. Piloten overlevede.[6]
- 15. september 1932: Et De Havilland DH60 Moth (S-106) gik i spin i 200 meters højde over Hjarbæk Fjord. Piloten reddede sig ud med faldskærm.[6]
- 22. november 1933: To Heinkel H.E.8 (H.M.II, 91 og 99) fløj på øvelsesflyvning fra København til Skagen og retur. Efter at være vendt ved Skagen, mistede piloterne orienteringen grundet tåge, kraftig vind i flyvehøjden og mistet kommunikation med jorden. Flyene var ved at løbe tør for brændstof, hvorfor besætningen i fly 91 besluttede at springe ud med faldskærm. Piloten overlevede springet, men mekanikerens faldskærm blev viklet ind i flyet og styrtede ned med det og blev dræbt, da det ramte jorden i Kappered i Sverige og brød i brand. Fly 99 nødlandede 30 km norøst for Göteborg, hvor det totalhavarerede, men besætningen overlevede.[6]
- 11. maj 1934: En O-Maskinen I O (O-63) totalhavarerede under en nødlanding efter et motorstop. De to ombordværende overlevede.[6]
- 1. juni 1934: En Hawker Dankok (164 (L.B.II)) havarerede under landing ved Sakskøbing. Piloten overlevede.[6]
- 25. juli 1934: En Hawker Dankok (160 (L.B.II)) havarerede ved nødlanding ved landmarinestationen i Ringsted. Piloten overlevede.[6]

- 7. august 1934: En Fokker C.V (R-11 (I R)) styrtede ned efter at være gået i spin 7 km nord for Nørresundby. De to ombordværende omkom.[6]
- 11. august 1934: Under instrumentflyvning med en Tiger Moth (S-3 (I R)) ved Smørum knækkede en split mellem styrepinden og kontrolfladerne, og flyet styrtede. De to ombordværende sprang ud med faldskærm og overlevede.[6]
- 29. oktober 1934: En O-Maskinen I O (O-57 I.O) fik motorstop grundet tiliset udstødningsrør og måtte nødlande i Øresund øst for Saltholm. Flyet totalhavarerede, men piloten overlevede.[6]
- 13. februar 1935: En Hawker Dankok (154 (L.B.II)) fløj i jorden 6 km nord for Slagelse under øvelse i formationsflyvning. Piloten omkom.[6]
- 12. april 1935: En Hawker Dankok (156 (L.B.II)) fløj sammen med seks andre maskiner fra Landmarinestation (LMST) Avnø tilbage til basen i Ringsted, da den kort efter start gik i spin grundet for lav hastighed. Piloten omkom.[6]
- 20. august 1935: En Tiger Moth (S-1 (I R)) fløj skoleflyvning på Amager og piloten skulle foretage et blindflyvningsspin, men oplevede styreproblemer, hvorfor det ikke var muligt at rette flyet op, og flyet gik i jorden. De to ombordværende sprang ud med faldskærm og overlevede.[6]
- 1. oktober 1935: Piloten i en Heinkel H.E.8 (H.M.II, 95) fik under natlig flyvning ved Lynetten et ildebefindende og forsøgte at nødlande, men ramte vandet forkert. Flyet totalhavrerede, men piloten overlevede.[6]
- 25. november 1935: Under uklare omstændigheder fløj en Heinkel H.E.8 (H.M.II, 94) i Øresund syd for Saltholm med fuld kraft under en blindflyvningsøvelse. Begge besætningsmedlemmer omkom: det ene medlem blev først fundet i juni året efter og det andet medlem blev aldrig fundet.[6]
- 10. februar 1936: En Hawker Dankok (155 (L.B.II)) styrtede ned ved Vetterslev sydvest for Ringsted, da vingerne brækkede af flyet under et kraftigt dyk. Piloten forsøgte at redde sig ud med faldskærm, men omkom ved styrtet.[6]
- 24. februar 1936: En De Havilland DH84 Dragon (IIS) foretog eftersøgning i mørke efter et andet fly, der angiveligt var i vanskeligheder. Dragonen kom ind i et kraftigt snevejr og fløj i jorden. Alle tre ombordværende omkom.[6]
- 27. april 1936: En Tiger Moth (S-6 (I R)) totalhavarerede på en mark nord for Stenløse efter en pilotfejl. De to ombordværende overlevede.[6]
- 12. maj 1936: En O-Maskinen I O (O-56) fløj ind i en Fokker C.V (nr. R-8) i Værløselejren og totalhavarerede. Piloten overlevede.[6]

- 22. maj 1936: En Hawker Nimrod (172, L.B.V) udførte kunstflyvningsøvelser ved landmarinestation Ringsted og gik i spin grundet for lav hastighed, hvorefter flyet styrtede ned. Piloten omkom.[6]
- 5. august 1936: Under start med en Fokker C.V (R-9 (I R)) fra Værkløselejren blev stiverne til maskinens hjul ødelagt og højre hjul blev drejet, hvorfor det blev vurderet, at landing var umulig. De to besætningsmedlemmer sprang ud med faldskærm og overlevede. Flyet styrtede ned i Knardrup Mose tæt ved flyvestationen.[6]

- 29. oktober 1936: En Bristol Bulldog Mk. IIA fik motorvanskeligheder i 250 meters højde og forsøgte at lande, men ramte et hegn på vej til landing og landede på ryggen. Piloten overlevede.[6]
- 11. marts 1937: Et Avro Tutor (L.B.IV) skolefly styrtede af ukendte årsager i Øresund ud for Taarbæk, formentlig grundet motorstop. De to ombordværende omkom, formentlig grundet ophold i det iskolde vand. Vraget blev aldrig fundet.[6]
- 27. april 1937: Under formationsflyvning med tre Gloster Gauntlet jagerbombere fløj et af flyene (J-26 IIJ) af ukendte årsager lodret i Øresund ud for Skodsborg. Piloten omkom.[6]
- 20. maj 1937: En O-Maskine (I O, O-58) fra Hærens Flyveskole fik motorstop og havarerede i Værløse. Det er uklart, om flyet blev repareret. Det endte imidlertid ved arealerne ved Melby Overdrev, hvor det den 25. november 1938 (muligvis ved en fejl) blev opstillet som skydemål og herefter skudt i brand.[6]
- 31. august 1937: Hærens Flyveskoles et-sædede variant af O-Maskinen (II O, O-77) fik motorstop over Isefjorden. Piloten forsøgte nødlanding, men kunne ikke komme forbi Kongsøre Skov, hvor flyet ramte træerne og totalhavarerede. Piloten overlevede.[6]
- 12. februar 1938: En Gloster Gauntlet (J-35 IIJ) styrtede af ukendte årsager lodret i jorden fra stor højde tæt ved Bregnerød Kro nær Farum i Nordsjælland. Piloten omkom.[6]
- 9. marts 1938: En Fokker C.V (R-7 (I R)) fløj af ukendte årsager i vandet ved Kalveboderne med høj fart under en natlig øvelse. De to ombordværende omkom.[6]
- 9. juni 1938: En Hawker Nimrod (178, L.B.V) deltog i bombekastningsøvelser, men fik under et dyk en bombe i propellen, der blev ødelagt, ligesom flyets motor blev beskadiget. Piloten sprang ud med faldskræm, men blev fanget ind af haleroret. Det lykkedes dog at komme fri, inden flyet styrtede ned, og piloten overlevede.[6]
- 4. juli 1938: En Heinkel H.E.8 (H.M.II, 85) styrtede ned i Kattegat ca. 8 km nord for Gilleleje, da flyet stallede. Et af de tre besætningsmedlemmer omkom, de to andre blev reddet op af vandet.[6]

- 6. juli 1938: En Gloster Gauntlet (J-27 IIJ) trænede luftmålsskydning og dykkede mod målet, men kom ikke ud af dykket, og flyet fløj i jorden ved stranden på Manø. Piloten omkom.[6]
- 14. juli 1938: En Fokker C.V (R-17 (I R)) fik motorstop kort efter start ved Værløse flyvestation og måtte nødlande. Under nødlandingen endte flyet på ryggen og totalhavarerede. De to ombordværende overlevede.[6]
- 13. august 1938: En O-Maskinen II O (O-72, II O) styrtede ned ved Farum efter en pilotfejl. Piloten overlevede, men brækkede venstre overarm.[6]
- 5. september 1938: En De Havilland DH60 Moth stallede under start grundet for lav hastighed og totalhavarerede på en mark nær Halskov. Piloten overlevede.[6]
- 22. september 1938: En O-Maskinen II O (O-76, II O) fil motorstop og måtte nødlande på en mark mellem Aalborg og Svenstrup. Flyet totalhavarerede, men piloten overlevede.[6]
- 17. februar 1939: En Hawker Nimrod (176, L.B.V) brød i brand fem minutter efter start fra Avnø. Det lykkedes ikke at slukke ilden, og piloten sprang ud med faldskærm og overlevede. Flyet styrtede ned ved stranden ved Avnø Fjord.[6]
- 29. marts 1938: En Gloster Gauntlet (J-33 IIJ) deltog i styrtflyvningsøvelse mod kampvogn ved Snekkerup nær Ringsted. Under et dyk rettede piloten ikke op, og flyet fløj direkte i jorden. Piloten omkom.[6]
- 10. april 1939: Et fly fra Skandinavisk Aero Industri var på vej fra Esbjerg til Aalborg da det ved en forsøgt mellemlanding ved Hvidsten nær Randers kolliderede med telefonledninger og forulykkede. Formanden for Skandinavisk Aero Industri, Steen G. Krenchel og piloten Harry Jensen omkom.[10]
- 10. juni 1939: En Fokker C.V (R-18 (I R)) stallede under landing ved Værløselejren i 10-15 meters højde under landing og styrtede ned. De to ombordværende overlevede.[6]
- 8. august 1939: En Gloster Gauntlet (J-31 IIJ) deltog i bombeøvelse ved Oksbøl, hvorunder en frigjort bombe ramte propellen under et dyk. Piloten omkom.[6]
- 9. august 1939: En De Havilland DH84 Dragon (S-22 IIS) fik motorproblemer under start fra Værløselejren og stallede fra 20 meters højde. Flyet totalhavarerede, men de seks ombordværende overlevede.[6]

### 1940'erne
- 9. april 1940: Under det tyske invasion af Danmark angreb tyske Messerschmitt Bf 110'ere flyvepladsen i Værløse. De danske fly var opstillet på række til start og var optanket og bevæbnet, da første angrebsbølge ramte. Et enkelt dansk fly kom på vingerne, en Fokker C.V (R-49 (III R)), men blev skudt ned i 50 meters højde. De to ombordværende blev dræbt. Flyene på jorden (Dragoner, Fokker C.V'ere, Fokker D.XXI'ere og Gauntlets) blev ødelagt af de angribende fly.[6]
- 22. november 1943: Efter den tyske besættelse af Danmark blev Marinens Flyvevæsens fly opmagasineret på Holmen. Efter den 29. august 1943, hvor samarbejdspolitikken ophørte, opstod tysk interesse for de danske opmagasinerede fly. Ved en sabotageaktion den 22. november 1943 blev der sat ild til hangaren, hvor flyene var opmagasineret, og flyene (HE8, Moth, Nimrod, Turor og Wal) udbrændte.[6]
- 3. september 1946: Et Douglas DC-3 fly fra Air France på vej fra Københavns Lufthavn til Aéroport Le Bourget, lufthavn 11 km nordøst for Paris, forulykker, da der udbryder brand i venstre motor. Flyet styrter ned ved Holtug på Stevns. Alle 17 passagerer og 5 besætningsmedlemmer omkommer.
- 18. september 1946: En SAI KZ IIT (116) stallede i lav flyvehøjde ved Glumsøgård syd for Glumsø. Begge ombordværende omkom.[6]
- 12. januar 1947: En Supermarine Sea Otter (JM 807) totalhavarerede i Øresund under landing ud for landmarinestationen København grundet pilotens uerfarenhed med flyet. De ombordværende overlevede.[6]
- 19. januar 1947: En Supermarine Sea Otter (81-807) under start i høj sø ud for landmarinestation København grundet pilotens uerfarenhed med flyet. Flyet var på vej til Manø for at nedkaste rugbrød. De ombordværende overlevede.[6]

- 26. januar 1947: En hollandsk DC-3 KLM Royal Dutch Airlines fra Amsterdam med den svenske arveprins Gustav Adolf forulykker i Københavns Lufthavn. Alle 22 ombordværende omkom.[11]
- 27. februar 1947: En SAI KZ IIT (120) gik i spin efter en kastevind havde ramt flyet i lav højde ved Bårse. Flyet ramte jorden og brød i brand. Begge ombordværende omkom.[6]
- 30. august 1947: En SAI KZ IIT (118) fik motorstop og måtte nødlande ved Svinø Kirke. En ombordværende blev kvæstet.[6]
- 11. maj 1948: En North American Harvard Mk IIb (31-322) foretog spinøvelser ved Skanderborg. Flyets vinge brækkede af og flyet styrtede ned ved Skaaning. Piloten omkom.[6]
- 5. januar 1949: Spitfire H.F. Mk IXe (TB584) løb tør for brændstof og måtte nødlande. Grundet en skarp vinkel ved landingen ramte vingen jorden og flyet vendte rundt og blev revet i tre dele. Piloten blev hårdt kvæstet.[6]
- 12. januar 1949: En Spitfire styrtede ned syd for Ikast, da piloten i lav højde blev blændet af snefog og mistede orienteringen. Den 22-årige pilot omkom ved styrtet.[12]

- 17. januar 1949: En hollandsk registreret Cessna UC-78C Bobcat var på vej mod mellemlanding i Kastrup på vej til Norge. Eneste passager på flyvningen var lederen af det hollandske arbejderparti, Koos Vorrink, der skulle til møder i Oslo. Flyvningen skete i dårligt vejr, og piloterne var formentlig kommet ud af kurs, da flyet på et tidspunkt befandt sig i 20 meter over havets overflade nær Hesnæs ved det østlige Falster. Flyet kom tæt på nogle træer og fik revet vingen af, inden flyet styrtede. Begge piloter omkom, men passageren overlevede.[13][14]
- 8. februar 1949: Alle 27 ombordværende omkom, da et Vickers Viking 628 fra Det Danske Luftfartselskab styrtede ned i Øresund ud for Barsebäck under indflyvning til Kastrup i dårligt vejr. Kontroltårnet mistede kontakt med flyet, der først blev fundet den 16. marts 1949 i Øresund ud for Barsebäck. Det var den første ruteflyvning mellem Madrid og København.[15]
- 28. marts 1949: En Airspeed A.S.10 Oxford (21-202) forulykkede under taxi i medvind, hvor flyet gik gennem en afspærring og fik revet hul i en brændstoftank, hvorefter flyet brød i brand. De tre ombordværende overlevede.[6]
- 3. maj 1949: En Airspeed Oxford (21-229) forulykkede under landing i Værløse, da en ujævnhed i græsset fik flyet til at lande på ryggen. De tre ombordværende overlevede.[6]
- 6. maj 1949: Under indflyvning til Avnø kolliderede en SAI KZ IIT (11-113) med en KZ-VII (63-621). KZ II'eren styrtede ned i Avnø Fjord; piloten overlevede. KZ VII'eren nødlandede med mindre skader på en mark.[6]

- 13. juni 1949: En SAI KZ IIT (11-115) havarede på vej til landing ved Skovlunde Flyveplads, da flyet ramte en elmast. Elledningerne kortsluttede, og flyet blev sat i brand, hvorefter flyet styrtede ned på en mark. Piloten blev forbrændt, men overlevede. Elmasten var opsat kort forinden i forbindelse med bygningen af S-togs linjen til Ballerup, men var ikke indtegnet på pilotens kort.[6]
- 28. september 1949: Chefen for 2. jagereskadrille ved Hærens Flyvertropper omkom, da hans Spitfire Mk IX i 600 meters højde pludselig styrtdykkede mod vandet ud for Skodsborg nord for København.[12] Piloten havde tidligere overlevet flyulykken den 28. marts 1949 i Tirstup, hvor et Oxford-fly brød i brand.[6]
- 15. november 1949: Under øvelse i luftkamp mellem to Spitfires, fløj den ene (41-423) i et dyk fra flere kilimeters højde og fløj i jorden ved Harrestrup 5 km syd for Holstebro. Piloten mistede formentlig bevidstheden grundet g-påvirkning under manøvrerne. Piloten omkom.[6]
- 20. november 1949: En Supermarine Sea Otter (81-801) startede fra Tirstrup for at flyve tilbage til København, men fik motorproblemer og måtte vende om, men kunne ikke nå tilbage til landingspladsen og måtte nødlande på en mark, hvor flyet havarerede. De fire ombordværende overlevede.[6]

### 1950'erne
- 15. februar 1950: En Spitfire H.F. Mk IXe (41-424) fik motorstop grundet problemer med brændstoftilførsel og måtte nødlande nær Køge. Under landingen blev den ene vinge revet af. Piloten overlevede.[6]
- 27. februar 1950: En Spitfire Mk IX (41-419) fik motorstop, hvor der kom sort røg ud af motoren, hvorefter flyet nødlandede på en mark ved Høgelund 7 km syd for Vojens og havarerede. Piloten overlevede, men blev kvæstet.[6]
- 7. marts 1950: Under indflyvning til Værløse Flyveplads kolliderede to træningsfly, en Airspeed Oxford og en T-6 Havard. Begge fly styrtede ned. De to ombordværende i Havard'en

omkom, og piloten i Oxford'en omkom ligeledes.
- 29. marts 1950: En T-6 Havard Mk III (31-314) skulle markere en nødlanding, men kom om på ryggen, hvorefter flyet styrtede ned ved Sønder Feldborg Plantage nær Karup flyveplads. Piloten omkom.[6]
- 4. maj 1950: Ved en flyopvisning over Langelinie til fejring af femårs-dagen for Befrielsen viste Marinens Flyvevæsen den netop indkøbte Gloster Meteor F.Mk IV frem. Under en manøvre med rygflyvning kom piloten ned i for lav højde, og flyets haleror ramte en skibsmast, hvorefter flyet styrtede ned på Holmen. Piloten kom ud af flyet, men faldskærmens liner blev viklet ind i halefinnen og piloten blev derfor trukket med i styrtet og omkom.[16]
- 31. maj 1950: Under en øvelsesflyvning i en T-6 Havard Mk IIb (31-316) skulle udføres et dyk. Under opretningen blev flyets vinger vredet fra hinanden, og piloten mistede kontrollen over flyet, der fløj i jorden 1,5 km nordøst for Ikast og eksploderede. De to ombordværende omkom.[6]
- 28. juni 1950: Under træning i udførelse af "8-taller" i lav højde styrtede et træningsfly KZ II-T ned, og piloten omkom.[17]

- 24. juli 1950: To Spitfire Mk IXe fløj øvelsesflyvning, hvor de trænende luftkamp syd for Arresø, det ene fly som angriber (41-412) og det andet som målfly (41-404). Flyende kolliderede i luften. 41-404 fik skader på propel og motor, men kunne flyves til Værløse, hvor det landede på normal vis og uden skade på piloten. Flyet blev dog kasseret efter uheldet. 41-412 fik skader på sideroret, men kunne flyve til landing uden yderligere problemer og uden skade på piloten. Flyet blev repareret, men blev kort efter totalhavareret, da skaderne viste sig af være mere indgribende.[6]
- 18. september 1950: Under en øvelse ved Karup kolliderede to Meteor Mk IV-jagere. Den ene jager styrtede ned, og piloten måtte uden katapultsæde forlade flyet med faldskærm. Det andet fly kunne lande ved Karup ved egen kraft.[16]
- 8. november 1950: Under flyvning i lav højde og under opstigning eksploderede den ene jetmotor i en Gloster Meteor T-jager, hvorefter flyet styrtede ned ved Sunds nær Karup. Begge piloter omkom.[12]

- 13. februar 1951: Et Havard T-6 Texan træningsfly styrtede ned nær Karup under uklare omstændigheder. Piloterne omkom.[17]
- 9. maj 1951: To Gloster Meteor-jagere kolliderede i luften under en øvelse nord for Holstebro. Begge fly styrtede ned. Den ene pilot kom ud af sit fly og landede med faldskærm. Den anden pilot kom ikke ud af sit fly og blev dræbt, da flyet ramte jorden.[12]
- 22. september 1951: En Spitfire HF Mk IXe (41-408) trænede angreb mod jordmål og ramte under øvelsen et træ, hvorved flyet fik revet en vinge af. Under styrtet ramte flyet to huse og en traktor. en 12-årig dreng i traktoren blev dræbt. Piloten omkom.[12][6]
- 20. oktober 1951: Et to-motoret Airspeed A.S. 10 Oxford tilhørende Hærens Flyvertropper med pilot og tre passagerer styrtede kort efter passage af Københavns Sydhavn, da flyet fløj ind i tæt tåge under indflyvningen til Kastrup Lufthavn og herunder ramte masten på et skib i havnebassinet. Én passager sprang fra ekstrem lav højde ud med faldskærm over Amager Fælled og overlevede ved en blød landing i et mudderhul. De de øvrige tre ombordværende omkom, da flyet kort efter styrtede ned på Amager Fælled og brød i brand.
- 22. januar 1952: Under udførelse af en kunstflyvningsmanøvre ved Værløse Flyveplads gik et militært træningsfly, en North American Havard, i spin, og flyet styrtede ned i en tørvegrav ved Ganløse Ore. Pilot og passager blev dræbt på stedet.[12]
- 31. marts 1952: En Gloster Meteor styrtede ned fra lav højde, muligvis fordi piloten mistede bevidstheden grundet kraftig g-påvirkning. Det var pilotens første soloflyvning i Meteor-jageren. Piloten omkom.[17]
- 9. august 1952: En KZ-X (65-632) foretog stallmanøvre i 2.000 meters højde. Under øvelsen brød halepartiet sammen, hvorved flyet gik i spin og styrtede ned nær Avnø. Piloten omkom.[6]
- 12. september 1952: Et af Flyvevåbnets nyerhvervede jetfly, en F-84G havarerede og piloten omkom. En kilde angiver, at flyet eksploderede i luften[12] og en anden kilde angiver, at flyet fløj i jorden med stor hastighed.[6] Flyet ramte jorden ved Thorsager nær Flyvestation Tirstrup. Piloten omkom.
- 3. november 1952: En F-84G ramte under flyvning i lav højde ved Hanstholm en mast, men kunne flyve tilbage til Karup, hvor flyet dog kort inden landing fik motorstop, hvorefter det nødlandede på en mark. Piloten overlevede.[6]
- 19. februar 1953: Under modtagelsescheck af et fabriksnyt fly leveret af Skandinavisk Aero Industri, en KZ X'er, rev halesektionen sig løs og flyet styrtede ned lidt vest for Ølstykke. Begge ombordværende omkom. En tilsvarende ulykke var indtruffet den 9. august 1952, og flytypen fik flyveforbud.[16] Ulykken indebar, at Flyvevåbnet mistede tiltroen til SAI's fly, hvorfor der fremover blev satset på fly fra Storbritannien og USA. SAI indstillede flyproduktionen året efter.
- 28. februar 1953: Under landing af en F-84G (FS-636) i Kastrup Lufthavn glemte piloten at sænke understellet. Piloten overlevede, men flyet blev kasseret.[6]
- 19. marts 1953: Ved indflyvning over luftværnsbatterierne på Bornholm med et militært Airspeed A.S. 10 Oxford fløj flyet ind i en tågebanke, hvorefter piloten mistede orienteringen og ramte nogle træer, hvorefter flyet fløj i jorden ved Rytterknægten. Begge ombordværende blev dræbt på stedet.[12][6]
- 24. april 1953: En F-84G (FS-779) fik motorstop og måtte nødlande ved Grove Kirke 4,5 km nordøst for Karup. Flyet totalhavarerede, men piloten overlevede.[6]
- 8. maj 1953: En F-84G (FS-766) foretog dyk fra stor højde (i et uautoriseret forsøg på at bryde lydmuren?) over Storebælt, og piloten mistede kontrollen over flyet. Piloten skød sig ud med katapult, men i for lav højde, og faldskærmen nåede ikke at folde sig ud. Vraget blev ført lokaliseret måneden efter.[6]
- 19. maj 1953: Under formationsflyvning med fire Gloster Meteor-jagerfly (Mk. 8) ramte to af flyene hinanden over farvandet mellem Langeland og Thurø. Begge fly styrtede ned, og piloten i hvert fly omkom. Den ene pilot, løjtnant Vagn Christensen, havde en søn, der 24 år senere omkom i et flystyrt den 25. oktober 1977 i et Saab F-35 Draken-kampfly.[12]

- 29. juni 1953: Gasturbinen i en af Flyvevåbnets Gloster Meteor Mk. 4-jagere (43-463) eksploderede under flyvning i lav højde over Limfjorden, og flyet fløj i fjorden med høj hastighed. Piloten omkom.[12]
- 15. juli 1953: En Gloster Meteor Mk. 8 (44-488) fløj i formationsflyvning, men kom ud af formationen, hvorfor piloten foretog et kraftigt drej, hvilket medførte, at flyet tabte højde og ramte klittoppene, hvorefter flyet fløj i jorden ved Udholm Mose nær Kås i Nordjylland.[6]
- 21. juli 1953: En F-84G (FS-766) trænede jordmålsskydning mellem Nymindegab og Henne Strand, men fløj for lavt og ramte klitterne og fløj i Vesterhavet. Piloten omkom.[12][6]
- 25. august 1953: En F-84G (FS-476) forsøgte at lette, men kunne ikke få næsen op, hvorfor starten måtte afbrydes ved at trække understellet op, hvorved flyet kurrede hen ad banen til stop. Flyet totalhavarerede, men piloten overlevede.[6]
- 22. september 1953: En F-84G (FS-700) løb tør for brændstof grundet for lang flyvetid i dårligt vejr og måtte forsøge en nødlanding, men ramte et træ og styrtede ned i en skov ved Kjærsmølle ved Kolding. Piloten omkom.[12]
- 3. november 1953: En Gloster Meteor NF Mk 11 (51-520) fløj i lav højde og fløj i en bakketop ved Idum nær Holstebro.[12][6]
- 14. november 1953: Fire F-84G fløj i formation, hvorunder to af flyene (FS 069 og FS 076) kolliderede under indflyvning til Flyvestation Karup. Begge piloter omkom.[12][6]
- 24. november 1953: En F-84G (FS 592) fik motorstop og måtte nødlande ved Aunsbjerg nær Kjellerup. Flyet havarerede, men piloten omkom.[6]
- 20. januar 1954: En af Flyvevåbnets Gloster Meteor T Mk 7 stallede under indflyvning til landing i Aaborg og faldt i jorden. De to piloter overlevede styrtet.[12][6]
- 27. januar 1954: en amerikansk jetjager styrtede ned i Kastrup. Piloten omkom.[12]
- 11. februar 1954: En F-84'er fløj i jorden ned ved Aalborg under en øvelser, hvor der blev trænet luftkamp med en Meteor NF Mk 11. Piloten omkom.[12][6]
- 2. marts 1954: Under flyvning over Kattegat forsvandt en af Flyvevåbnets Meteor T Mk 7 sporløst. Flyet disintegrerede i luften over Nyrup Bugt ved Nykøbing Sjælland. Hverken fly eller de to piloten blev fundet.[6] En anden kilde angiver, at flyet var en F-84G[12]
- 16. marts 1954: En T-33 (TR-933) med to ombord forsvandt sporløst over Århus-bugten. Årsagen blev ikke opklaret.[6] En anden kilde angiver, at der var tale om en F-84'er. To dage senere fik F-84-flyene flyveforbud grundet det voldsomme antal havarier (T-33 og F-84 havde mange ligheder). Flyvningerne blev genoptaget otte dage senere, den 24. marts 1954. [12]
- 24. marts 1954: Kort efter at flyvning med SAI's KZ X var blevet genoptaget efter dødsulykken den 19. februar 1953 styrtede endnu en KZ X'er ned, denne gang mellem Kettinge og Tokkekøb Hegn. Årsagen var atter, at halesektionen rev sig løs. Ved ulykken blev piloten kvæstet, og observatøren omkom. Ved senere tests i England af flytypen indtraf samme skade (løsrevent haleparti), hvor den engelske testpilot omkom. Flytypen fik herefter permanent flyveforbud.[16]
- 10. april 1954: En F-84G (FS-647) trænede skydning mod jordmål, men kom for sent ud af dykket og fløj imod en klit ved Nymindegab. Piloten omkom.[12]
- 14. april 1954: En F-84G, KR-C (51-10022) fløj af ukendte årsager i Limfjorden med høj hastighed. Piloten omkom.[12][6]
- 17. maj 1954: En Gloster Meteor T Mk. 7 (22-261) disintegrerede i luften og styrtede ned 4 km sydvest for FSN Aalborg. De to piloter omkom.[6]
- 21. juni 1954: En F-84G (SY-N (52-8354)) styrtede ned på en mark ved Trige nord for Århus. Flyet eksploderede i et flammehav, da det ramte jorden. Piloten blev dræbt på stedet.[12]
- 24. september 1954: En F-84G (KR-G (51-10054)) foretog et dyk gennem skyer, men kom for sent ud af dykket og ramte en gård ved Fjelstervang 12 km fra Herning. Piloten blev dræbt.[12]
- 18. november 1954: En F-84G (SY-M (52-8350)) styrtede ned i Lillebælt syd for Barsø grundet en brand i cockpittet. Piloten blev dræbt ved ulykken.[12]
- 6. december 1954: En F-84G (KP-X (51-9826)) fløj i formation, men kom bort fra formationen og fløj i havet 16 km vest for Fanø. Flyet blev aldrig fundet. Piloten omkom.[6]
- 20. december 1954: En Gloster Meteor F Mk. 4 (43-471) løb tør for brændstof og måtte nødlande på en mark. Flyet totalhavarerede, men piloten overlevede.[6]
- 20. december 1954: En Gloster Meteor VII (22-263) blev ramt af et lyn under flyvning og eksploderede i luften. De to piloter omkom.[6]
- 23. marts 1955: En F-84G foretog skydeøvelser men kolliderede med flagmålet, hvorefter piloten mistede kontrollen over flyet. Flyet styrtede ned i Jammerbugten, ud for Svinkløv. Piloten blev dræbt ved ulykken.[12]
- 30. marts 1955: En F-84G fik motorstop 4 km nordvest for Vamdrup. Piloten forsøgte at skyde sig ud med katapult, men kunne ikke frigøre sig fra sædet og omkom ved ulykken.[12]
- 6. april 1955: En T-6 Havard Mk IIb (31-323) stallede kort efter start i Værløse og styrtede ned. Piloterne overlevede.[6]
- 18. april 1955: I forbindelse med overflytning af Flyvevåbnets eskadrille 725 til Flyvestation Vandel blev ti fly af typen Republic F-84F Thunderjet forlagt til flyvestationen. Da de ti fly ankom, styrtede det andet fly ned under landing grundet for lav hastighed under landingen, hvorefter flyet stallede og totalhavarerede. Flyet landede på ryggen og canopy'et blev revet af. Piloten blev formodet hårdt såret, men overlevede med et kødsår i ansigtet.[18]
- 12. maj 1955: En af Flyvevåbnets F-84G-jagere fløj i jorden ved Terndrup under udførelse af et loop. Piloten omkom.[12]
- 18. juni 1955: En Gloster Meteor stallede under landing ved FSN Aalborg og ramte jorden 500 før landingsbanen. Flyets vinge blev revet af. Piloten overlevede.[6]
- 1. juli 1954: En F-84G (SE-C (51-10479)) øvede skydning mod jordmål ved Rømø, men rettede op for sent og fløj i jorden. Piloten omkom.[6]
- 6. august 1955: Et af Flyvevåbnets svævefly, en Schweizer TG-3A-SW, deltog i DM i langdistanceflyvning, men var endt på en mark. Flyet blev trukket hjem til FSN Vandel af en KZ-VII'er og blev frigjort fra slæbeflyet tæt ved Vandel. Piloterne i svæveflyet foretog et loop, der imidlertid gik galt, og svæveflyet fløj ned gennem et hangartag. Piloterne blev dræbt.[6]
- 28. august 1955: En af Flyvevåbnets Percival Proctor-maskiner (62-604) gik i spin efter et foretaget loop, hvorefter flyet styrtede ned i Limfjorden. De to piloter omkom.[6]
- 29. august 1955: En af Flyvevåbnets F-84G jagere fra eskadrille 726 fik motorstop på grund af havari i motorkompressoren. Flyet styrtede ned, men piloten reddede sig ved at skyde sig ud med katapultsæde.[19]
- 27. september 1955: En F-84G (51-9811)trænede skydeøvelser mod jordmål, men rettede for sent op, og fløj i jorden ved Glumsø. Piloten omkom.[12][6]
- 4. oktober 1955: En F84G (51-9813) ramte under flyvning en grågås, hvilket medførte omfattende skader på flyet. Det lykkede piloten at vende tilbage til FSN Karup, hvor han uskadt kunne lande flyet, der dog måtte kasseres.[6]

- 17. november 1955: En Fairey Firefly T.T. Mk.1 (64-627) havarede under landing i Rønne, da flyets bremse blokerede, hvorefter flyet gik på næsen og landede på ryggen. De to ombordværende overlevede.[6]
- 18. november 1955: En F84G (KR-O (51-10150)) foretog kunstflyvningsøvelser, men kom i stejlt dyk og fløj i jorden med høj hastighed ved Kås Bredning. Piloten omkom.[6]
- 8. december 1955: En F-84G fløj med stor hastighed i jorden ved Hjerk. Piloten omkom.[19]
- 18. december 1955: En af Flyvevåbnets F-84-jagere eksploderede i luften, hvorefter flyet styrtede ned i Limfjorden. Piloten omkom.[12]
- 29. december 1955: En af Flyvevåbnets F-84-jagere styrtede ned kort efter start fra Flyvestation Skrydstrup. Piloten omkom.[12]
- 11. januar 1956: Piloten mistede kontrollen over sin F84G, da han fløj ind i en sky. Piloten skød sig ud med katapult og flyet styrtede ned ved Gadbjerg.[6]
- 12. januar 1956: En T-6 Havard fløj fra Kastrup til Karup i dårligt vejr. Piloterne mistede kontrollen over flyet i lav højde, formentlig p.g.a. defekte instrumenter, og fløj i jorden ved Herstedvester. Begge piloter omkom.[6]
- 2. februar 1956: Under øvelse i udførelse i dyk-bombeangreb fra lav højde fløj en af Flyvevåbnets F-84G'ere i jorden ved Bramminge. Piloten omkom.[12][19]
- 10. februar 1956: En af Flyvevåbnets F-84-jagere styrtede ned ved Toftlund. En amerikansk flyinstruktør omkom ved ulykken.[12]
- 14. februar 1956: En pilot mistede kontrollen med sin F-84G og måtte udløse katapultsædet. Piloten overlevede, men flyet blev knust mod jorden ved Horne 10 km sydvest for Ølgod.[19]
- 8. marts 1956: En F84G foretog kunstflyvningsmanøvrer i 10.000 fod, da piloten mistede kontrollen over flyet, og styrepinden satte sig fast. Piloten skød sig ud med katapult og overlevede; flyet ramte jorden ved Enge når Skals.[6]
- 22. marts 1956: En F-84G trænede nødlanding, men fik motorproblemer, og landede med understellet oppe. Piloten overlevede, men flyet brød i brand og udbrændte.[6]
- 23. marts 1956: En F-84G var tanket forkert, da flyet alene hade brændstof i den en tiptank, hvorfor flyet under landing ved FSN Karup rullede mod venstre, hvorefter den ene tiptank ramte jorden. Flyet rullede rundt og totalhavarerede. Piloten omkom.[6]
- 4. april 1956: En F-84G fik problemer med styringen og piloten måtte skyde sig ud med katapult. Flyet styrtede ned ved Ankjær 7 km sydøst for Vejle.[6]

- 5. april 1956: En flyveelev foretog stallturns med en af flyvevåbnets Bell 47-helikoptere med en passager ombord. Helikopteren kom i lav højde og stallede og faldt i jorden ved Kastrup. De to ombordværende omkom.[6]
- 11. april 1956: En pilot mistede kontrollen med sin F-84G, der gik i spin. Piloten udløste katapultsædet og reddede livet. Flyet blev knust mod jorden ved Ilskov.[19]
- 19. april 1956: En af Flyvevåbnets natjagere, en to-sædet Gloster Meteor NF-11 Mk II, fløj natnavigationsflyvning og stallede i lav højde. Flyet lavede et fem meter dybt hul ved nedslaget få hundrede meter fra Brande Stadion, hvor der blev spillet en fodboldkamp. Begge piloter omkom.[20]
- 27. maj 1956: En F-84G styrtede ned under landing ved Flyvestation Skrydstrup på vej tilbage fra en fly-opvisning ved Holbæk. Piloten omkom.[12]
- 4. juni 1956: En af Flyvevåbnets Hawker Hunter F Mk 51 styrtede ned ved Gern skole i Midtjylland, da flyet blev udsat for et såkaldt lydmur-styrt. Piloten omkom.[12]
- 9. juli 1956: Under flyvning i lav højde med en F-84G ramte flyet vandoverflade med bagkroppen. Piloten fik flyet op i 1000 fods højde, hvorefter han skød sig ud med katapult, men faldskærmen foldende sig ikke ud grundet den lave højde. Piloten omkom. Flyet styrtede i havet ved Risgårde Bredning.[6]
- 18. februar 1957: Fire F-84G'ere lagde an til landing i formation ved FSN Skrydstrup. Piloterne i de to fly bagerst i formationen mistede kontrollen over flyene, da de kom ind i slipstrømmen fra de to forreste fly. Den ene pilot skød sig ud med katapult, mens flyet blev knust, da det styrtede ned ved Genner. Det lykkedes for piloten i det andet fly at nødlande i Skrydstrup, men flyet totalhavarerede ved nødlandingen. Begge piloter overlevede.[6]
- 20. februar 1957: En Fairey Firefly lettede fra Esbjerg Lufthavn med et slæbemål, men kort efter start kom slæbemålet i svingninger. Piloten vendte om for at lande igen, men under drejning satte motoren ud grundet en forkert indstillet knap til brændstofforsyning. Flyet styrtede ned, men begge piloter overlevede.[6]
- 25. februar 1957: Under øvelse i nødlanding med understellet oppe ramte en F-84G landingsbanen om mavelandede. Piloten blev reddet, men flyet havarede. Det blev dog anvendt til undervisning på mekanikerskolen på FSN Værløse.[6]
- 25. april 1957: Efter start fra FSN Aalborg rev venstre tiptank sig af en F-84G, da to dæksler ikke var blevet fæstnet korrekt. Piloten skød sig ud med katapult og overlevede, men flyet styrtede ned i Limfjorden ved Løgstør Bredning nordøst for Livø.[6]
- 8. juli 1957: En tiptank på en F-84G rev sig løs og piloten mistede kontrollen over flyet. Piloten skød sig ud med katapult og overlevede. Flyet styrtede ned 2 km nordvest for Bogø.[6]
- 8. august 1957: En F-84G udførte kunstflyvning, men fik motorstop over Djursland. Piloten svævede flyet ud til kysten og sprang herefter ud med katapult, men faldskærmen foldede sig ikke ud, hvorved piloten omkom.[12] Flyet styrtede ned ved Kalø Vig.* 25. april 1957: Efter start fra FSN Aalborg rev venstre tiptank sig af en F-84G, da to dæksler ikke var blevet fæstnet korrekt. Piloten skød sig ud med katapult og overlevede, men flyet styrtede ned i Limfjorden ved Løgstør Bredning nordøst for Livø.[6]
- 15. august 1957: 23 passagerer og fem besætningsmedlemmer omkom, da et russisk Iljusjin 14P-fly styrtede efter kollision med skorsten på H.C. Ørstedsværket.
- 21. august 1957: En F-84G fik kort efter start problemer med flyet, og piloten forsøgte at nødlande flyet, men flyet styrtede ned ved Toftlund. Piloten omkom.[6]
- 22. september 1957: To af Flyvevåbnets F-84G'ere jetfly kolliderede i luften under Atlantøvelsen ved Vemmetofte Strandskov ved Fakse. Den ene pilot omkom, da flyet ramte jorden og brød i brand.[12] Piloten i det andet fly skød sig ud med katapult og overlevede.[6]
- 17. november 1957: Et fly af typen Vickers Viscount med registrering G-AOHP fra British European Airways med to piloter om bord styrtede ned på en mark lidt uden for Ballerup, umiddelbart øst for det område, hvor Borupgaard Gymnasium ligger i dag. Begge piloter overlevede mirakuløst. Styrtet skyldtes, at alle fire motorer satte ud, formodentlig på grund af en fejl i flyets afisningssystem.[21]
- 18. november 1957: En af Flyvevåbnets natjagere, en Meteor NF 11 med to piloter ombord fløj i havet i Limfjorden under en øvelse i lav højde. Begge omkom.[12][19]
- 25. januar 1958: Indenfor 50 minutter indtrådte fire ulykker ved Flyvestation Karup. To F-84'ere havarerede under landing på flyvestationen og to andre F-84'ere løb tør for brændstof, hvorfor piloterne måtte skyde sig ud med katapultsædet, hvorefter flyene styrtede ned. To piloter omkom.[12][22]
- 17. marts 1958: En F-84 trænede angreb mod jordmål og ramte en gård ved landsbyen Uhe ved Give Gården brød i brand. En anden nærliggende gård blev ramt af flyets motor og blev også sat i brand. Piloten omkom.[12][6]
- 2. juni 1958: Ved opstart af en F-84G på FSN Karup opstod en motorfejl og flyet brød i brand. Piloten overlevede, men flyet udbrændte.[6]
- 9. juni 1958: En T-6 Havard udførte loop i lav højde ved Flyvestation Tirstrup, men stallede og styrtede ned og brød i brand. De to piloter overlevede, men blev kvæstet.[6]
- 11. juni 1958: Det ene understelsben på en F-84G (KP-Y (51-9774)) faldt ud under flyvning i formation. Piloten mistende kontrollen over flyet, der fløj i havet ved Hals Barre, 18 km sydøst for Hals. Piloten omkom.[6]
- 26. juni 1958: Et Harvard Mk.IIB (31-325) skolefly fra Flyvevåbnet foretog øvelser i kunstflyvning og spin. Flyet kom i ukontrollabelt spin og styrtede ned ved Christiansfeld. Begge piloter omkom.[12]
- 27. juni 1958: En F-84G (SY-M (51-16678)) trænede nødlanding ved FSN Skrydstrup, men ramte flyet jorden før landingsbanen. Piloten overlevede, men flyet totalhavarerede.[6]
- 7. august 1958: En F-84G (SI-R (51-10721)) fløj i havet i Århus Bugt, 2 km nordøst for Issehoved på Samsø. Piloten omkom.[6]

- 21. oktober 1958: Et redningsfly af typen Percival Pembroke fra eskadrille 722 styrtede i Vesterhavet nær Mandø under en øvelse. De fire ombordværende omkom alle.[19]
- 24. november 1958: En F-84G (SY-X (51-10754)) ramte nogle højspændingsledninger ved Gram, hvorefter flyet styrtede ned 7,5 km fra Toftlund. Piloten omkom.[6]
- 1. december 1958: Piloten i en F-86D (AB-M (51-6090)) foretog uautoriserede manøvrer med flyet, hvilket medførte, at canopyet blev skudt af i 8,2 km højde og piloten mistede kontrollen med flyet og måtte skyde sig ud med katapult. Flyet havarerede i Hvorup mose, nær FSN Aalborg.
- 8. december 1958: en af Flyvevåbnets nye Hunter F Mk 51 (47-414) styrtede ned ved Bjørnholm, nordøst for FSN Tirstrup, da flyet løb tør for brændstof. Radarstationerne på jorden havde forvekslet flyet og sendt det i forskellige retninger, indtil det løb tør for brændstof. Piloten skød sig ud i katapult.
- 26. el. 27. januar 1959: Under en øvelse ved Flyvevåbnets skydeterræn i Nordjylland mistede en F-84G pludselig højde og styrtede ned ved Tranum Klit. Flyet blev knust og brød i brand. Piloten omkom.[12][6]
- 20. februar 1959: Et teknisk problem medførte, at brændstoftilførslen til en F-84G fik problemer og piloten måtte skyde sig ud med katapult. Piloten blev redet, men flyet ødelagt.[6]
- 26. februar 1959: En F84G fløj i jorden ved lidt nord for Hjørring. Piloten omkom.[6]
- 9. juli 1959: Piloten i en F84G havde for høj hastighed under landing og forsøgte at afbryde landing, men grundet tilsyneladende tekniske problemer mislykkedes manøvren, og flyet styrtede ned og totalhavarerede. Piloten overlevede.[6]
- 10. august 1958: Under en angrebsøvelse i Oksbøl med en F-84G rettede piloten op for sent og fløj i jorden. Piloten omkom.[6]
- 20. oktober eller november 1959: En af Flyvevåbnets tosædede Meteor T Mk 7 træningsfly styrtede ned over det nordlige Samsø, da canopyet rev sig løs i ca. 900 m højde. Canopyet ramte haleroret og flyet styrtede ned. Begge piloter omkom.[12][6]

### 1960'erne
- 9. januar 1960: En Meteor T Mk 7 foretog landingsøvelser, men stallede og styrtede ned. Piloten omkom.[6]
- 19. januar 1960: En af Flyvevåbnets Hunter F Mk 51 fik motorstop i 20.000 fods højde og piloten måtte skyde sig ud. Flyet fortsatte mod FSN Skrydstrup, hvor det foretog en næsten perfekt mavelanding på landingsbanen. Der var få skader på flyet, og det var overvejet at reparere dette, hvilket dog blev opgivet.[6]
- 9. marts 1960: En F-86D løb tør for brændstof på vej mod landing ved FSN Aalborg. Piloten skød sig ud med katapult, men grundet den lave højde foldede faldskærmen sig ikke ud og piloten omkom. Flyet fløj i Limfjorden.[6]
- 24. marts 1960: Kort efter start fra FSN Karup under en natflyvningsøvelse styrtede en F84-G Høgild Mose. Piloten omkom.[6]
- 9. maj 1960: Under parkering af en Flyvevåbnets Percival Pembrokes opstod et mekanisk problem, og flyet påkørte en anden parkeret Pembroke. Det første fly slap med mindre skader og besætningen slap uskadt, men den påkørte Pembroke fik en række skader og blev aldrig repareret og blev ophugget i 1963.[6]
- 16. juli 1960: Et civilt de Havilland D.H.89 Dragon Rapide-fly på vej til Herning styrtede ned efter at være lettet fra Kastrup Lufthavn. Ombord var otte danske fodboldspillere fra det danske landshold. Piloten overlevede styrtet, men de otte passagerer omkom. (Se også Flyulykken ved Kastrup 16. juli 1960).
- 4. august 1960: En flyveelev fra Flyvevåbnet udførte træningsøvelser i en Piper Cup, men stallede og flyet styrtede ned og totalhavarerede. Piloten slap uskadt.[6]
- 19. oktober 1960: Under en øvelse opstod eksplosion i motoren på en Hawker Hunter F Mk 51, der forårsagede et hul i skroget. Piloten fløj mod FSN Vandel, men kunne ikke nå frem, hvorfor piloten skød sig ud i 1.500 fods højde. Piloten overlevede og flyet mavelandede ca. 4 km øst for flyvestationen.[6]
- 9. november 1960: En Piper Cup stallede i 300 meters højde og styrtede ned ved Bække FSN Vandel. Piloten omkom.[6]
- 13. december 1960: Et KZ-IIT-træningsfly dykkede under en glidning og fløj i jorden ved Hajstrup nær Haderslev. Piloten omkom.[6]
- 19. december 1960: En F-86 D Sabre fra Eskadrille 726 brød i brand og styrtede ned mellem Halvrimmen og Sønderøkse i Han Herred. Piloten skød sig ud med katapult og reddede sit liv. Der skete ingen alvorlig personskade ved havariet.

- 9. marts 1961: En F-100 Super Sabre (G-221) havarerer ca. 2 km syd-sydvest for Neder Simmelkær.[23]
- 12. maj 1961: En F-100 (GT-978) havarerer 0,8 km sydøst for Mollerup
- 26. juni 1962: En F-100 (G-256) havarerer ved Flyvestation Karup.
- 14. november 1962: To F-100 (G-132 og G-264) havarerer 7 km øst for Hadsund efter kollision.
- 19. marts 1963: To F-100 (G-134 og G-300) havarerer sydvest for Herning efter en kollision.
- 3. juli 1963: En F-100 (G-240) havarerer ved Livø.
- 12. december 1963: En F-100 (G-253) havarerer ved Rutsker på Bornholm.
- 12. april 1964: En F-100 (G-190) havarerer ca. 10 km vest for Rømø.
- 29. juli 1964: En F-100 (G-777) havarerer ved Grønnebæk.
- 27. juli 1965: En F-100 (G-301) havarerer ved Rugaard på Djursland.
- 8. november 1965: En C-54 Skymaster (N-605) fra Flyvevåbnet fik motorstop på alle fire motorer og nødlandede i Kattegat. Alle om bord bliver reddet.
- 17. januar 1966: En F-100 (G-179) havarerer ca. 7,5 km vest for Haven på Ærø.
- 2. august 1966: En F-100 (GT-979) havarerer i Oksbøl skydeterræn.
- 23. august 1967: En F-100 (G-199) havarerer ved Grønnesse skov.
- 10. februar 1968: En Sikorsky S-61 (U-281) helikopter fra Eskadrille 722 fløj i jorden under en natlig eftersøgningsmission over Vadehavet. Alle fem ombordværende omkom.
- 19. juli 1968: En F-100 (G-288) havarerer ved Flyvestation Tirstrup.
- 23. august 1968: En F-100 (G-756) havarerer 7,5 km sydvest for Flyvestation Skrydstrup.
- 11. december 1969: Et Catalina PBY 5A søfly tilhørende Flyvevåbnets eskadrille L-853 havarerede i havet ud for Gilleleje efter fejlbedømt vandlanding, hvor flyet ramte vandet med næsen først. Flyet trænede landing på havet. 1 person omkom, de syv øvrige ombordværende blev reddet.[24]

### 1970'erne
- 28. august 1971: Et Malév-fly på vej fra Fornebu-lufthavnen i Oslo til Budapest, Ungarn, skulle mellemlande i Københavns Lufthavn. Kort før landing fløj flyet ind i en regnsky, men kom ikke ud igen. 31 ombordværende omkom; kun tre passagerer overlevede.
- 7. november 1974: Et ambulancefly fløjet af Falck-Zonen af typen Britten-Norman BN-2A Islander med fem personer ombord styrtede ned i Augustenborg Fjord i tæt tåge under indflyvning til Sønderborg Lufthavn. En 14-årig pige og en sygeplejerske kunne svømme i land. De tre øvrige ombordværende omkom.[25]
- 25. januar 1977: Et taxafly på vej til Maribo Flyveplads styrtede ned i Østersøen syd for Lolland. Fire omkomne[26].
- 1. juni 1977: Efter at være kommet retur fra serviceeftersyn i USA styrtede to danske F-100 Super Sabre ned i maj måned 1977. Piloterne overlevede dog. Den tredje ulykke på mindre end en måned indtraf den 1. juni 1977, da en TF-100F Super Sabre (GT-983) styrtede ned nær Tange Plantage ved Bjerringbro. De to ombordværende piloter nåede ikke at skyde sig ud og begge omkom, da flyet med stor kraft ramte jorden. Flytypen fik samme dag flyveforbud.[27]

### 1980'erne
- 24. marts 1983: Et McDonnell Douglas DC-10 fly med 146 passagerer letter fra Kastrup Lufthavn med kurs mod Chicago. Lige efter flyet er lettet, eksploderer motoren. Flyet når at vende om og nødlander. Der udbrød desuden brand i bremsesystemet. Seks passagerer blev indlagt for shock, ellers slap alle uskadt.
- 5. april 1983: Et F-16A jagerfly blev ramt af lyn, hvilket fik flyets elektronik til at ophøre med at fungere. Piloten skød sig ud med katapult og overlevede, men flyet ramte jorden nær landsbyen Fole i Sønderjylland og havarerede. Det var Flyvevåbnets første totalhavari af et F-16 fly.[28]
- 2. januar 1984: En Bell 212 helikopter opereret af Maersk Air på vej fra Esbjerg Lufthavn til en boreplatform i Gormfeltet styrter i havet grundet en mekanisk fejl. To piloter og en passager omkommer.[29]
- 22. februar 1984: Et Douglas DC-9 fly med 116 passagerer og fem besætningsmedlemmer var tæt på at havarere ved indflyvningen til Aarhus Lufthavn.
- 1. maj 1984: Et Boeing 720 fly fra Conair på vej fra Málaga til København fik problemer og var tæt på at havarere.
- 19. juni 1984: To F-16B jagerfly kolliderede i luften under en NATO-øvelse over Assens. De to piloter i det ene fly omkom, da de forsøgte at skyde sig ud med katapultsæderne og ramte canopy'et. Piloten i det andet fly skød sig ud og overlevede.[30][31]
- 2. juni 1986: Et Douglas DC-8 fly fra Søndre Strømfjord til København, var tæt på at kollidere med en britisk Boeing 747 i luften over det sydøstlige Island. De to fly blev af kontroltårnet i Reykjavik ved en fejl dirigeret ind på samme kurs.
- 19. oktober 1986: Et Douglas DC-9 fly med 102 passagerer og seks besætningsmedlemmer nødlandede i Kastrup Lufthavn. Under nødlandingen knækkede næsehjulet og flyet skred af banen. Fire japanske turister kom til skade og blev indlagt på hospital.
- 24. marts 1989: Et Maersk Air fly fra København til Rønne forulykkede under landingen i Bornholms Lufthavn efter at have fået problemer med det hydrauliske system. Flyets landingsstel brød sammen, og flyet kurede 500 m ud over landingsbanen. Ingen kom noget til.
- 8. september 1989: Partnair Flight 394 styrtede ned i Skagerrak, 18 kilometer nord fra Hirtshals. Flyet var lettet fra Oslo og var på vej mod Hamborg, men undervejs knækkede flyets hale fra hinanden. Alle 55 om bord omkom.

### 1990'erne
- 19. februar 1990: En et-motors Beechcraft Bonanza-fly styrtede ned i en villa på Brenderupvej i Kastrup, Amager. Piloten omkom, men beboerne, en mor og hendes datter, havde netop forladt huset for at gå en tur og overlevede dermed.[32]
- 3. november 1993: Der udbryder en kraftig røgudvikling i et McDonnell Douglas MD-80 fly i Kastrup Lufthavn (flyrute 666), der netop er landet. Flyet evakueres i gaten. En person bringes på hospitalet.

### 2000'erne
- 2. april 2001: Et dansk F-16A jagerfly med base på Flyvestation Skrydstrup styrtede ned under øvelse over havet ca. 45. km vest for Thyborøn. Piloten mistede kontrollen over flyet i forbindelse med en række manøvrer og måtte skyde sig ud med katapult. Flyet styrtede i havet.[33]
- 30. juli 2002: En privatfly af typen Cessna styrtede ned under landing på Tødsø Flyveplads på Mors. Piloten landede i medvind og fik for meget fart under landingen og forsøgte at gå op igen, men ramte nogle træer, hvorefter flyet brød i brand. Piloten og alle tre passagerer, herunder et barn, omkom.[34]
- 1. maj 2004: En Piper med to ombordværende styrtede ned ved flyvepladsen på Femø, da piloten forsøgte at afbryde landingen, men ramte en lysmast og herefter et nærliggende hus. Den 73-årige pilot omkom ved styrtet. En passager overlevede.[35]
- 11. maj 2004: Et privatfly af typen Cessna styrtede i vandet i Vålse Vig nord for Falster. Piloten omkom.[36]
- 15. juni 2004: En lille en-mands helikopter styrtede ned på Målev Flyveplads tilsyneladende under demonstration af helikopteren. Piloten omkom.[37]

- 23. juni 2004: I forbindelse med landing af et lejet Cessna-fly ved Beldringe Lufthavn ved Odense ramte flyet nogle træer ved Allesø og styrtede ned. Piloten var ikke erfaren med flyvning af flytypen og flyvningen skete i dårligt vejr. Piloten ignorerede henstillinger om at finde en anden flyveplads til landing. Piloten omkom.[38][39]
- 6. august 2004: Et fly af typen Tobago TB10 fra Copenhagen Air Taxi styrtede ned i havet ud for Solrød Strand ved Køge Bugt. Flyet medbragte tre passagerer, der havde lejet en rundflyvning i forbindelse med en polterabend. Piloten fløj lavt over vandet, og ramte tilsyneladende vandet med vingen, hvorefter flyet styrtede i havet. Piloten og alle tre passagerer omkom.[40]
- 27. oktober 2004: Et ultralet fly styrtede ned ved Revninge nær Nyborg. Piloten og en flyveelev omkom.[41]
- 18. juni 2005: Et North American Havard veteranfly styrtede ned under træning ved Flyvestation Karup til et flystævne den næste dag. Piloten og en passager omkom ved styrtet.[42]
- 9. september 2007: Landingsstellet på et Dash8 på flyvning Scandinavian Airlines Flight 1209 brød sammen, hvorved flyet forulykkede under landing i Aalborg Lufthavn, hvorefter der opstod brand i den ene af flyets to motorer. Et propelblad passerede gennem kabinen.[43] Alle 73 om bord slap uskadt.
- 27. oktober 2007: Landingsstellet på et Dash8 brød sammen, hvilket resulterede i at flyet forulykkede under landing i København Lufthavn. Alle om bord slipper uskadt. Dash8 udfases af SAS dagen efter (se artiklen om Dash8).

### 2010'erne
- 5. april 2010: En Piper Cherokee Warrior PA-28 med fire ombord ramte under flyvning i lav højde en række træer nær Sæby og styrtede ned. 3 ud af 4 ombordværende omkom.[44]
- 11. oktober 2010: Et ultralet fly forulykkede ved Herning flyveplads, mens piloten trænede start og landing. Flyets pilot omkom ved styrtet.[45]
- 22. juli 2011: Et privatfly af typen Cessna 150B ramte under flyvning i lav højde grundet dårlige vejrforhold barduner ved Jyderupsenderen nær Jyderup på Sjælland. Flyet styrtede herefter mod jorden. Piloten omkom.[46]
- 24. marts 2012: Et en-motoret fly af typen Aermacchi F-260 styrtede ned, da det under en kunstflyvningsmanøvre i lav højde ramte en række træer. Piloten kom alvorligt til skade og en betalende passager, der fejrede polterabend, omkom.[47]
- 15. september 2012: En tysk Learjet 24D styrtede ned under indflyvning til Rønne lufthavn. Årsagen til styrtet var brændstofmangel forårsaget af pilotfejl. Pilotens certifikat var udløbet og omstændighederne ved flyvningen uklare.[48]. Pilot og passager kom begge alvorligt til skade. Der blev efterfølgende rejst tiltale mod piloten.[49]
- 4. september 2014: Et tysk sportsfly styrtede i vandet udfor Munkebo på Fyn. Begge ombordværende omkom.[50][51]

- 5. september 2014: En helikopter af typen Robinson R44 styrtede i havet mellem Røsnæs og Samsø. De fire ombordværende omkom. Flyvningen skete under vejrforhold, der ikke var optimale og med forringet sigtbarhed. Under et sving blev næsestillingen ændret, således at helikopteren fløj i havet i en vinkel på 45 grader.[52][53]
- 12. marts 2015: Et ultralet fly styrtede ned ved Vorupør og brød i brand. Piloten omkom.[54]
- 16. oktober 2017: Et ultralet fly styrtede ned ved Audebo nær Holbæk efter at være lettet fra Roskilde Lufthavn. Begge ombordværende omkom.[55]
- 7. juni 2019: Et mindre sportsfly med to ombordværende styrtede ned 400-500 meter fra Bornholms Lufthavn, da flyet under indflyvning ramte nogle træer.[56]
- 10. juni 2019: Et mindre sportsfly med to ombordværende styrtede ned kort efter start fra Holbæk Flyveplads. De ombordværende overlevede.[57]
- 28. juli 2019: Et svævefly styrtede ned ved Tølløse Flyveplads kort efter at være blevet trukket op i flyvehøjde, men styrtede umiddelbart efter ned. Piloten omkom.[58]

### 2020'erne
- 30. august 2020: Et mindre privatfly lettede fra Fur Flyveplads og ramte nogle træer ved enden af startbanen og styrtede herefter ned og brød i brand. Tre passagerer omkom og piloten fik alvorlige kvæstelser. Ulykken skyldes, at piloten havde undervurderet den nødvendige startlængde under de givne forhold.[59][60]
- 16. april 2021: 15:54 styrtede et svævefly ned på en mark ved Holtumvej nær Arnborg Flyveplads. Piloten kom lettere til skade.[61][62]
- 31. august 2021: Et ultra-light fly, der lettede fra en mark, styrtede kort efter start ned på en mark i Toftlund. Piloten omkom.[63]
- 25. juni 2022: En motordrevet paraglider styrtede ned Lindtorp Flyveplads ved Struer efter at være kommet i et spin. Piloten omkom.[64]
- 29. juni 2023: Et af flyvevåbnets træningsfly, en Saab T-17 med en flyverelev og en instruktør ombord, styrtede ned og totalhavarerede på en mark ved Vinderup nær Holstebro. De to ombordværende kom til skade og blev overført til hospital. Flytypen fik umiddelbart efter flyveforbud, der dog blev ophævet nogle dage senere.[65]